# Hugo Palmquist
Sven Hugo Palmquist, född 5 december 1908 i Fosie församling, Malmöhus län, död 24 januari 1994 i Örby församling, Älvsborgs län
, var en svensk skulptör och målare.
Palmquist studerade konst i Nederländerna, Tyskland och Frankrike. Hans konst består av porträttskulpturer i trä samt Landskapsmåleri och blomsterstilleben.